# Inagawa
Inagawa (jap. 猪名川町 Inagawa-chō) – miasto w Japonii, na wyspie Honsiu, w prefekturze Hyōgo. Według danych na rok 2020 miejscowość zamieszkiwało 29 680 mieszkańców , a gęstość zaludnienia wyniosła 328,6 os./km².